# Got Your Back
Got Your Back je píseň amerického hip-hopového zpěváka T.I. Píseň byla určena jako singl k jeho sedmému albu King Uncaged, ovšem vydání tohoto alba bylo dlouho odkládáno, a později bylo přejmenováno na No Mercy a tato píseň byla přidána jen jako bonus k "deluxe edition" verzi alba. Produkce se ujal producent DJ Toomp. S touto písní mu vypomohla americká R&B zpěvačka Keri Hilson.

## Hitparáda
| Země           | Umístění |
| -------------- | -------- |
| USA            | 38       |
| US Hip-Hop/RnB | 10       |
| US Rap         | 4        |
| Kanada         | 48       |
| Velká Británie | 45       |
| Irsko          | 33       |